# Carteret (New Jersey)
Pour les articles homonymes, voir Carteret.
Carteret est un borough situé dans le comté de Middlesex, dans l’État du New Jersey, aux États-Unis.